# لغة الإشارة الألمانية
لغة الإشارة الألمانية (بالألمانية: Deutsche Gebärdensprache، واختصاراً: DGS) هي لغة الإشارة الخاصة بمجتمع الصم في ألمانيا وفي المجتمع الناطق بالألمانية في بلجيكا. ليس من الواضح إحصائياً عدد من يستخدم لغة الإشارة الألمانية كلغة تواصل رئيسية، ولكن قدَّرت جامعة جالوديت عددهم في عام 1986 بنحو 50,000 شخص. تطورت لغة الإشارة الألمانية بين أفراد مجتمع الصم على مدار مئات السنين.

## الاعتراف والوضع القانوني
لدى ألمانيا تقليد طويل في استخدام طريقة التَّفاهم بالفم لتعليم الأشخاص الصم، ومن الناحية التاريخية كان هنالك تفادي لتعليم واستخدام لغة الإشارة. نالت لغة الإشارة الألمانية اعترافاً قانونياً في ألمانيا لأول مرة في شهر مايو من عام 2002 بموجب قانون مساواة الإعاقة الاتحادي الألماني. ومنذ حينها أصبح أعضاء مجتمع الصم يتمتعون بالحق القانوني في وجود مفسري لغة إشارة خاصين خلال تواصلهم مع السلطات الاتحادية الألمانية.
هنالك عدد قليل من البرامج التلفزيونية الألمانية التي تُلحق ترجمة بلغة الإشارة وأبرزها النشرات الإخبارية وفقرات موجز الأنباء. هنالك على الأقل برنامج واحد يُعرض بكامله أسبوعياً صباح كل سبت باللغة الإشارة يدعى «الرؤية بدلاً من الاستماع» (Sehen statt Hören) وهو عبارة عن برنامج يُعرض على شاكلة الوثائقيات من إنتاج هيئة الإذاعة البافارية (BR).

## الألمانية ولغة الإشارة الألمانية
لغة الإشارة الألمانية غير مرتبطة بالألمانية المحكية، حيث أن تشكيل الجمل في اللغة الألمانية المحكية يبدأ بالفاعل ثم الفعل ويتبعه المفعول به، في حين أن الجمل في لغة الإشارة الألمانية تختلف في أنها تبدأ بالفاعل ثم يتبعها المفعول به وتنتهي بالفعل. ولهذا فإن لغة الإشارة الألمانية تختلف إلى حدٍ كبير في بنيتها القواعدية عن نظيرتها المحكية، ولكن هذا لم يحول دون أن تؤثر اللغة الألمانية المحكية بعض الشيء على لغة الإشارة الألمانية باعتبارها اللغة السائدة في المنطقة.

## لهجات ولغات إشارة مرتبطة
هنالك عدة لهجات من لغات لغة الإشارة الألمانية مثل تلك الخاصة بمدن برلين وهامبورغ وميونخ. يُلاحظ أن لغات الإشارة المنتشرة في المناطق التي كانت واقعة ضمن ألمانيا الشرقية سابقاً تتميز بدرجة أعلى من التباعد والتمايز بالمقارنة مع لغات الإشارة المنتشرة في المناطق الغربية ولكن بعضها قد يكون غير مرتبط بالضرورة.
كما أثَّرت لغة الإشارة الألمانية على لغات إشارة أخرى حيث تنحدر لغة الإشارة البولندية من نظيرتها الألمانية، والأمر ذاته قد ينطبق على لغة الإشارة الإسرائيلية حيث تطورت الأخيرة على يد المعلّمين اليهود الألمان الذين افتتحوا مدارس لتعليم الصم في القدس عام 1932 ولذلك فيظهر في لغة الإشارة الإسرائيلية الكثير من الشبه من نظيرتها الألمانية. وبالمقابل فإن لغة الإشارة الألمانية ليست مرتبطة بلغة الإشارة النمساوية والتي يشيع اعتمادها في بعض الأجزاء الجنوبية من ألمانيا، وهي كذلك ليست مرتبطة بلغة الإشارة السويسرية حيث أن كلاً من لغة الإشارة النمساوية والسويسرية تنتمي إلى أسرة لغات الإشارة الفرنسية، إلَّا أنهما تأثرا بعض الشيء بلغة الإشارة الألمانية.

## وصلات خارجية
- معهد لغة الإشارة الألمانية وتواصل الصم (بالألمانية)

- الرابطة الوطنية الألمانية للصم (بالألمانية)